# Palau (Włochy)

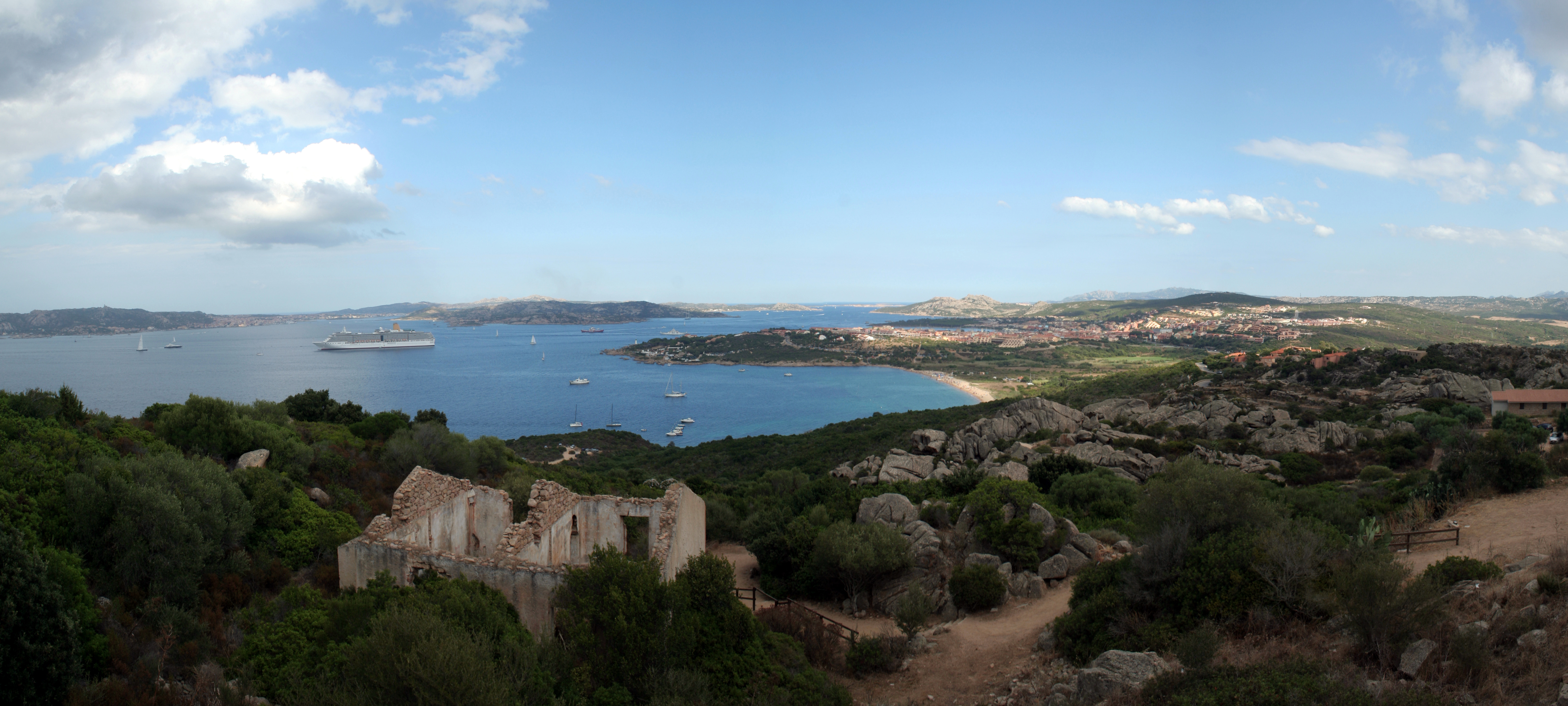
Palau

Palau (Lu Palau w dialekcie gallurskim) – miejscowość i gmina we Włoszech, w regionie Sardynia, w prowincji Sassari.
Według danych na rok 2004 gminę zamieszkiwały 3582 osoby, 81,4 os./km². Graniczy z Arzachena, Santa Teresa Gallura i Tempio Pausania.